# Герцог Алькудия

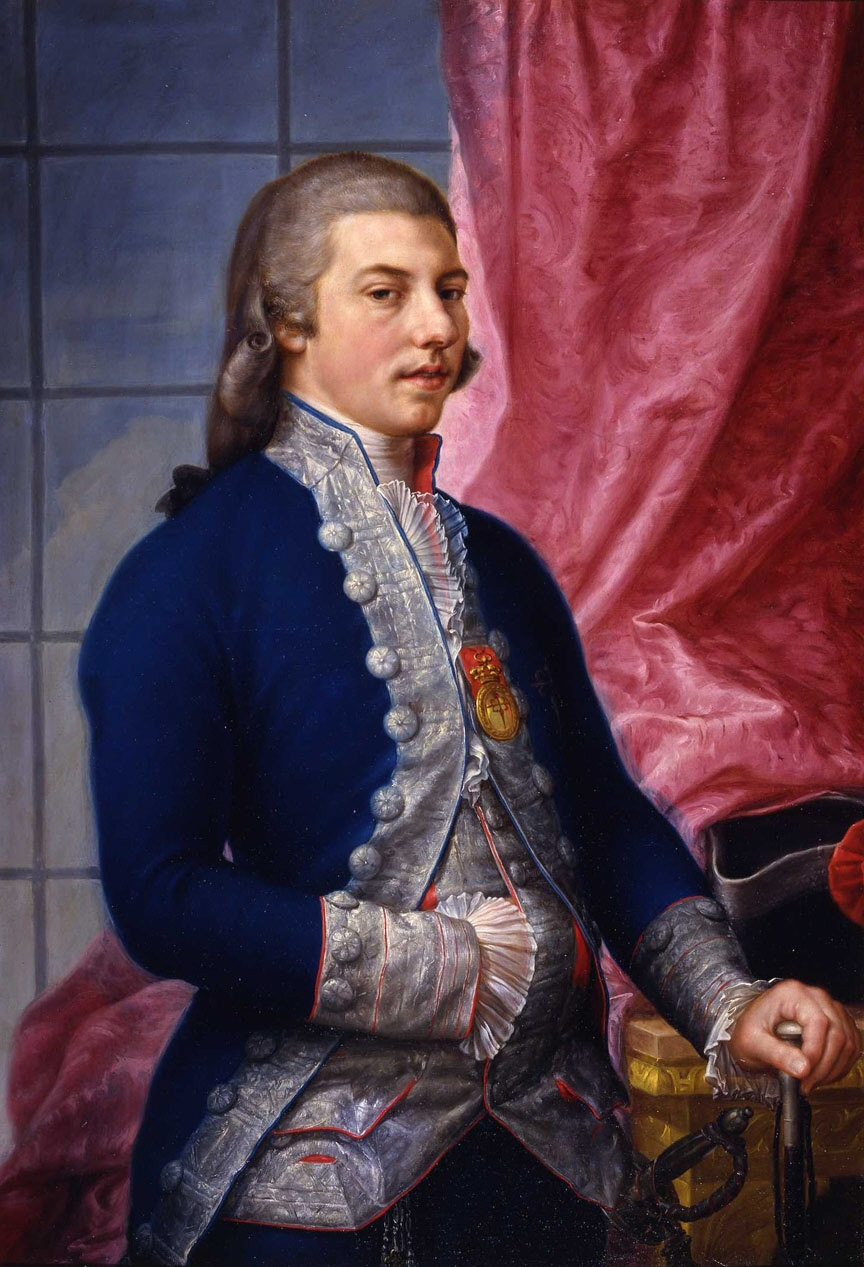
Мануэль Годой, 1-й герцог де ла Алькудия, герцог де Суэка, барон де Маскальбо, принц де ла Пас, принц де Басано и граф де Эворамонте (1767—1851).

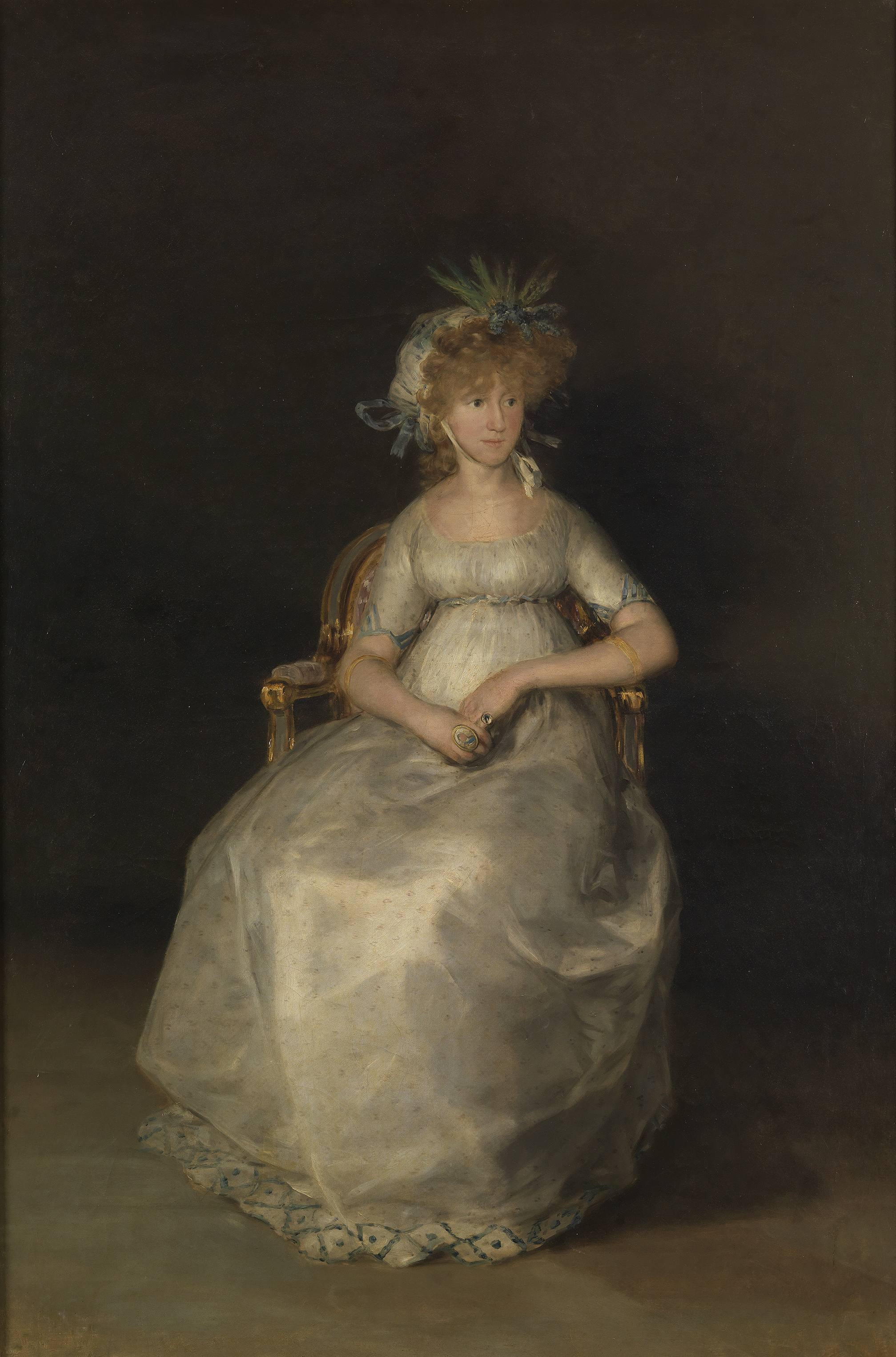
Мария Тереса де Бурбон-и-Вальябрига (1779—1828), графиня де Чинчон, маркиза де Боадилья дель Монте, первая жена Мануэля Годоя, портрет Франсиско Гойи. Музей Прадо (Мадрид).

Герцог де ла Алькудия (исп. Duque de la Alcudia) — испанский аристократический титул, созданный 10 июня 1792 года королем Карлом IV для Мануэля Годоя-и-Альвареса-Фариа (1767—1851).
Название герцогского титула происходит от названия города Ла-Алькудия, провинция Валенсия, автономная область Валенсия (Испания).
Король предоставил ему титулы герцога де Суэка, барона де Маскальбо и князя де ла Паса. Также Мануэль Годой получил от папы римского титул принца де Бассано после своего приобретения итальянского поместья Бассано ди Сутри, расположенного между Римом и Витербо. Кроме того, Мануэль Годой носил португальский титул графа де Эворамонте. Благодаря браку он получил титул графа-консорта де Чинчона.

## Герцоги де Алькудия
|                           | Титул | Период                    |
| Креация создана Карлом IV | Креация создана Карлом IV                                                                                            | Креация создана Карлом IV |
| ------------------------- | --- | ------------------------- |
| I                         | Мануэль Годой-и-Альварес-Фариа (12 мая 1767 — 41 октября 1851), 3-й сын Хосе де Годоя-и-Санчеса-де-Риоса (1731—1805) | 1792—1851                 |
| II                        | Адольфо Русполи-и-Годой (28 декабря 1822 — 4 февраля 1914), внук предыдущего                                         | 1855—1914                 |
| III                       | Карлос Русполи-и-Альварес-де-Толедо (1 марта 1858 — 10 ноября 1936), единственный сын предыдущего                    | 1914—1936                 |
| IV                        | Камило Карлос Адольфо Русполи-и-Каро (5 июня 1904 — 20 ноября 1975), единственный сын предыдущего                    | 1936—1975                 |
| V                         | Карлос Русполи-и-Моренес (5 августа 1932 — 25 октября 2016), старший сын предыдущего                                 | 1975—2016                 |

## История герцогов де ла Алькудия
- Мануэль Годой, 1-й герцог де ла Алькудия, 1-й герцог де Суэка, и 1-й барон де Маскальбо. Также он получил титулы принца де ла Паса, принца ди Бассано и 1-го графа де Эворамонте.

1. 1-я жена: Мария Тереса де Бурбон-и-Вальябрига (1779—1828), старшая дочь кардинала-инфанта Дона Луиса де Бурбона-и-Фарнесио (1727—1785), также 15-я графиня де Чинчон.
2. 2-я жена: Хосефа Тубо (1779—1869), более известная как Пепита Тудо, 1-я графиня де Кастелло Фиэль.

- Адольфо Русполи-и-Годой, 2-й герцог де ла Алькудия, 3-й граф де Эворамонте.

1. Жена: Росалия Толедо-и-Сильва (1833—1865), дочь Педро де Алькантара де Альвареса-де-Толедо-и-Палафокса-и-Переса-де-Гусмана-эль-Буэно, 17-го герцога де Медина-Сидония, 13-й маркиза де Вильяфранка-дел-Бьерсо, и Хоакины де Сильва-и-Тельес-Хирон, маркизы де лос Санта-Крус-де-Муделы. Им наследовал их сын:

- Карлос Русполи-де-Альварес-де-Толедо, 3-й герцог де ла Алькудия, 3-й герцог де Суэка, 17-й граф де Чинчон и 4-й граф де Эворамонте (Португалия)

1. 1-я жена: Мария дель Кармен Каро-и-Каро (1865—1907), дочь Карлоса Каро-и-Альвареса-де-Толедо, графа де Кальтавутуро, и Марии де ла Энкарнасьон Каро-и-Гумусио, маркизы де ла Романа
2. Мария Хосефа Пардо-и-Мануэль-де-Вильена (1869—1976), 10-я графиня де Гранха-де-Рокамора, из семьи графов Виа Мануэль. Ему наследовал единственный сын от первого брака:

- Карлос Русполи-и-Каро, 4-й герцог де ла Алькудия, 4-й герцог де Суэка, 5-й маркиз де Боадилья-дель-Монте.

1. Жена: Мария Белен Моренес-и-Артеага, 18-я графиня де Баньярес (1906—1999), из семьи графов де Вильяда и маркизов де Аргуэсо. Ему наследовал его старший сын:

- Карлос Русполи-и-Моренес, 5-й герцог де ла Алькудия, 5-й герцог де Суэка, 19-й граф де Чинчон

1. Жена: Мария дель Росарио Хербош-и-Уидобро (род. 1943), от брака с которой детей не имел.